# Cisticola haesitatus
El cistícola de Socotora (Cisticola haesitatus) es una especie de ave paseriforme de la familia Cisticolidae endémica de la isla de Socotora, en el mar arábigo.

## Distribución y hábitat
Se encuentra únicamente en las regiones costeras y bajas de la isla de Socotora. Su hábitat natural son las zonas de matorral y herbazales secos.